# Макс Тіріот
Максиміліан Дрейк «Макс» Тіріот (англ. Maximillion Drake "Max" Thieriot; нар. 14 жовтня 1988) — американський актор. Дебютував у фільмі Барта Фрейндліха «Заборонена місія» (2004), і з того часу з'являвся у фільмах «Лисий нянька: Спецзавдання» (2005), «Телепорт» (2008), «Забери мою душу» (2010), «Хлоя» (2010), «Роз'єднання» (2012), «Будинок у кінці вулиці» (2012).
З 2013 по 2017 роки грав Ділана Массетта у драматичному телесеріалі «Мотель Бейтс».

## Біографія
Максиміліан Дрейк Тіріот народився 14 жовтня 1988 року в Лос-Алтос-Гілс, Каліфорнія в сім'ї Бріджит і Джорджа Камерона Тіріота. Має старшу сестру Френкі і молодшого брата Айдана. Тіріот виріс в Оксідентале (округ Сономі, Каліфорнія). У 2002 році закінчив середню школу в Санта-Роса, а 2006 року закінчив вищу школу Ель Моліно.
Сім'ї Тіріота колись належала американська щотижнева газета San Francisco Chronicle, його прапрадідусь М. Г. де Янг був її співзасновником, а його родичі Чарльз і Річард Тіріот були редакторами і видавцями газети. Дідусь і бабуся актора загинули під час затоплення лайнера Андре Доріа у 1952 році.

## Особисте життя
Тіріот захоплюється полюванням, баскетболом, боротьбою, серфінгом і сноубордингом. Його улюбленим актором є Джонні Депп.
У червня 2013 року одружився зі своєю давньою подругою Лексі Мерфі.

## Фільмографія

### Фільми
| Рік  |   | Українська назва                             | Оригінальна назва               | Роль           |
| ---- | - | -------------------------------------------- | ------------------------------- | -------------- |
| 2004 | ф | Заборонена місія                             | Catch That Kid                  | Гас            |
| 2005 | ф | Лисий нянька: Спецзавдання                   | The Pacifier                    | Сет Пламмер    |
| 2006 | ф | Астронавт Фармер                             | The Astronaut Farmer            | Шепард Фармер  |
| 2007 | ф | Ненсі Дрю                                    | Nancy Drew                      | Нед Нікерсон   |
| 2008 | ф | Телепорт                                     | Jumper                          | молодий Девід  |
| 2008 | ф | Кіт Кіттредж: Загадка американської дівчинки | Kit Kittredge: An American Girl | Вілл Шеперд    |
| 2009 | ф | Зберігай спокій                              | Stay Cool                       | Люк            |
| 2009 | ф | Хлоя                                         | Chloe                           | Майкл Стюарт   |
| 2010 | ф | Забери мою душу                              | My Soul to Take                 | Баг            |
| 2011 | ф | Сімейне дерево                               | The Family Tree                 | Ерік Барнетт   |
| 2011 | ф | Вічні землі                                  | Foreverland                     | Вілл Ренкін    |
| 2012 | ф | Жовтий                                       | Yellow                          | молодий Навелл |
| 2012 | ф | Роз'єднання                                  | Disconnect                      | Кайл           |
| 2012 | ф | Будинок в кінці вулиці                       | House at the End of the Street  | Раян           |
| 2015 | ф | На гребені хвилі                             | Point Break                     | Джеф           |

### Телебачення
| Рік       |   | Українська назва | Оригінальна назва | Роль                        |
| --------- | - | ---------------- | ----------------- | --------------------------- |
| 2013—2017 | с | Мотель Бейтсів   | Bates Motel       | Ділан Массетт (50 епізодів) |
| 2015      | с | Повстання Техасу | Texas Rising      | Джон Кофі (5 епізодів)      |
| 2017—2022 | с | Морські котики   | SEAL Team         | Клей Спенсер (102 епізоди)  |
| 2022—2025 | с | Країна вогню     | Fire Country      | Боде Донован (46 епізодів)  |

### Режисер
| Рік        | Назва          | Епізод(и)                       |
| ---------- | -------------- | ------------------------------- |
| 2017       | Мотель Бейтса  | «Hidden»                        |
| 2020, 2021 | Морські котики | «Drawdown» та «Rearview Mirror» |
| 2023       | Країна вогню   | «Backfire»                      |

## Нагороди та номінації
| Рік  | Нагорода                  | Категорія             | Фільм                                        | Результат | Пос.   |
| ---- | ------------------------- | --------------------- | -------------------------------------------- | --------- | ------ |
| 2005 | Stinkers Bad Movie Awards | Найгірша дитина-актор | Лиса нянька                                  | Номінація |        |
| 2006 | Молодий актор             | Найкраще виконання    | Лиса нянька                                  | Номінація | [ 11 ] |
| 2009 | Молодий актор             | Найкраще виконання    | Кіт Кіттредж: Загадка американської дівчинки | Перемога  | [ 12 ] |